# Insect Molecular Biology
Insect Molecular Biology – międzynarodowe, recenzowane czasopismo naukowe publikujące w dziedzinie entomologii molekularnej.
Pismo wydawane jest przez Royal Entomological Society of London i ukazuje się raz na dwa miesiące. Tematyką obejmuje szeroko rozumianą entomologię molekularną, szczególnie genomikę i proteomikę owadów, w tym: strukturę genów, kontrolę ich ekspresji, aktywność i interakcje białek, efekty mutacji wpływające na funkcję genów i białek, ewolucję owadzich genów i genomów, molekularną genetykę populacji, mapowanie genów przy użyciu technik molekularnych oraz interakcje molekularne między owadami, a mikroorganizmami takimi jak Wolbachia, wirusy i symbionty.
W 2015 impact factor pisma wynosił 2,589. W 2014 zajęło 9 miejsce w rankingu ISI Journal Citation Reports w dziedzinie entomologii i 153 w dziedzinie biochemii i biologii molekularnej.